# Botley and North Hinksey
Botley and North Hinksey är en parish i distriktet Vale of White Horse, Storbritannien. Den ligger i grevskapet Oxfordshire och riksdelen England, i den södra delen av landet, 80 km väster om huvudstaden London. Det inkluderar Botley, Harcourt Hill och North Hinksey. Civil parish hade 5 569 invånare år 2021.